# Traseu turistic (montan)

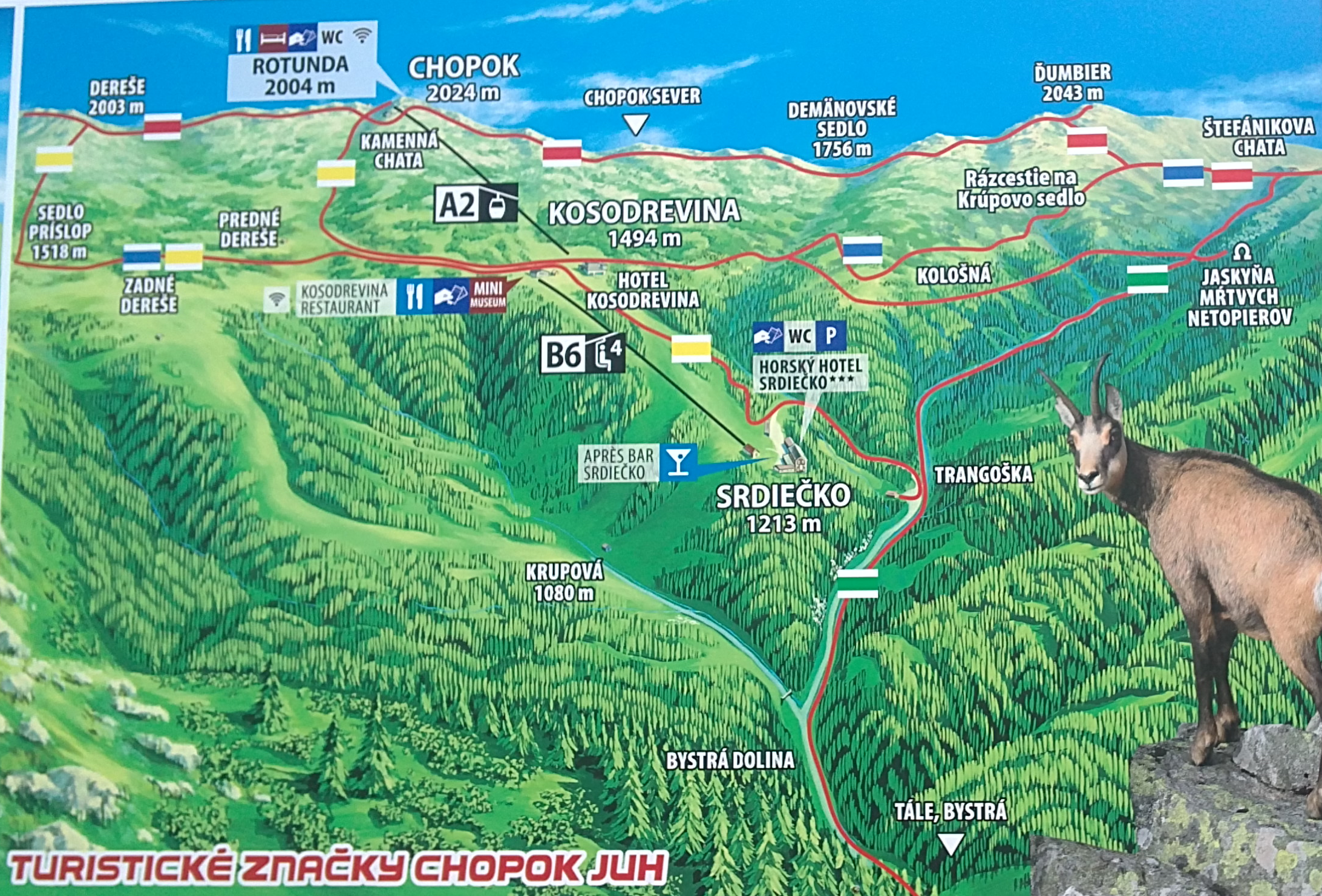
Reprezentarea schematică în perspectivă pe un panou de informare turistică, a unor trasee dintr-un areal montan

Traseul turistic montan este o cale de circulație turistică prestabilită și omologată conform legislației în vigoare, ce prezintă interes și face legătura între două sau mai multe obiective, este accesibil atât vara cât si iarna, evită zonele favorabile producerii avalanșelor de zăpadă, alunecărilor de teren sau căderilor masive de pietre, nu necesită construirea prea multor amenajări și permite îmbunătățirea potecii și, nu traversează zone întinse de grohotișuri sau de mlaștini.
Scopul Potecilor turistice este să asigurare accesul la cabane, precum și să pună în valoare peisajul natural, sau al a unor obiective deosebite, de interes turistic. Ele în general sunt astfel concepute și amenajate, încât să asigurare circulația turiștilor în condiții de cât mai bună securitate.

## Condiții generale
Aceste trasee beneficiază de amenajări turistice pentru facilitarea orientării - marcaje și indicatoare, și a accesului - podețe, balustrade, trepte, porțiuni lărgite, material de umplutură pentru surpături.
Pentru a fi accesibile cât mai mult timp, aceste trasee trebuie să evite - în măsura în care este posibil - versanții sau crestele expuse la viscole ori la curenți puternici de aer. În condiții speciale de altitudine sau de teren accidentat, traseele respective sunt recomandabile numai pe timpul verii.

## Clasificare

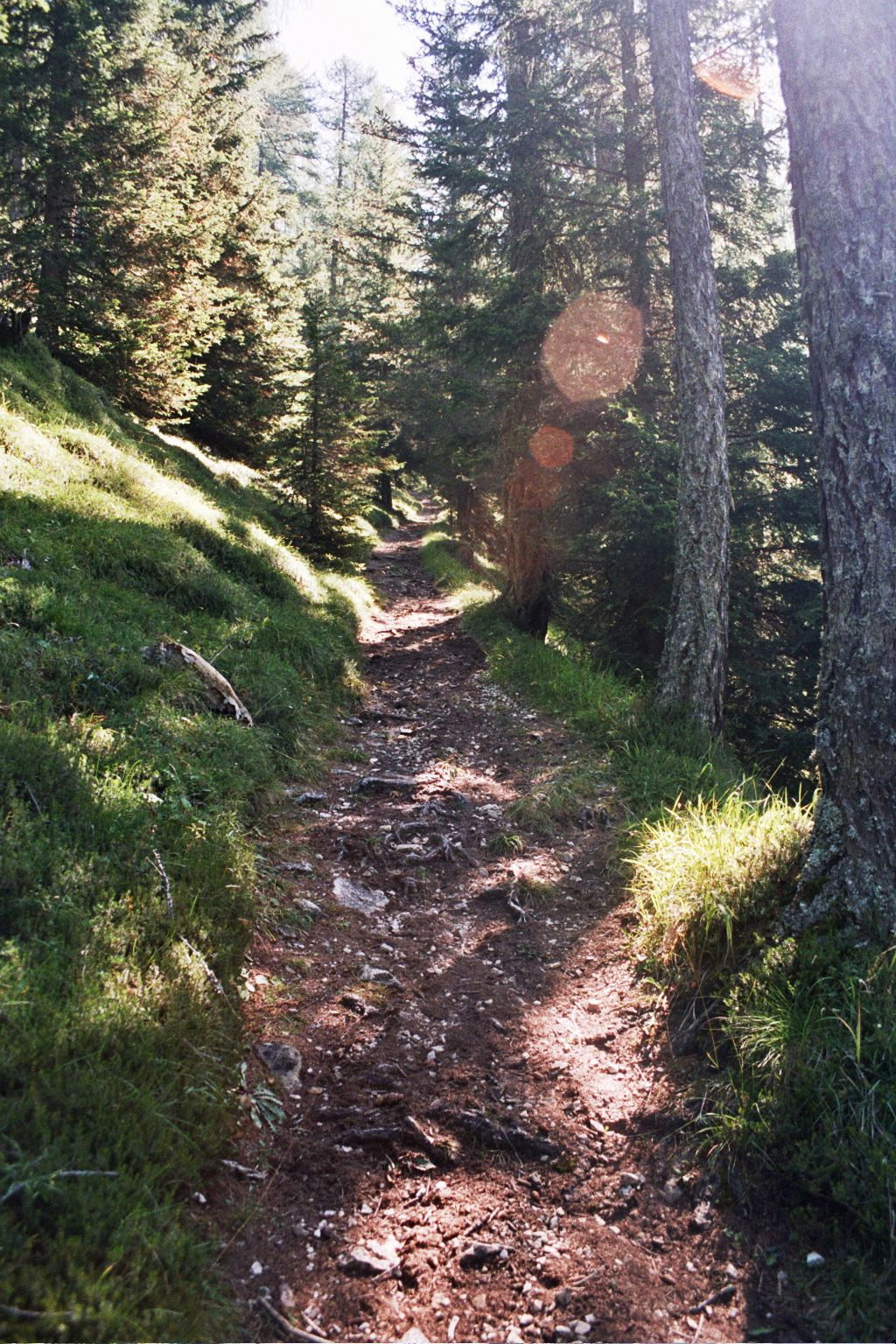
Porțiune de traseu turistic montan în Tirolul de sud

Clasificarea traseelor turistice montane se face în funcție de:
- Timpul necesar parcurgerii acestora:

- Media orară de parcurgere diferență de nivel/h la unui traseu este în urcare pe poteci amenajate/neamenajate de 250/350 m, la coborâre pe poteci amenajate/neamenajate de 450/400 m iar de parcurgere a unei lungimi pe teren plat sau pante mici de 4 km/h
- La o oră de parcurs se adaugă 10 minute necesare odihnei. Distanta în kilometri este utilizată la calcul exclusiv pe traseele cu peste 80% de parcurs pe teren plat și cu maxim 20% de mers pe pantă cu înclinare de maximum 10 grade

- Sezonalitate (în funcție de posibilitatea de parcurgere în anumite anotimpuri). Unele trasee sunt închise  în anumite sezoane.
- Gradul de dificultate:

- mic: cu o durată medie de 3-6 ore, cu o diferență de nivel în medie de 300-700 m și efort depus - moderat, care nu necesită antrenament special
- mediu: cu o durată medie de 4-8 ore, cu o diferență de nivel în medie de 500-1000 m și efort depus - susținut numai pe anumite porțiuni. Necesită o condiție fizică și experiență în orientare, bune.
- mare: cu o durată medie de 5-9 ore, cu o diferență de nivel în medie de 800-1500 m și efort depus - continuu și intens. Pot fi accesate cu condiția unei foarte bune condiții fizice si a unui antrenament anterior abordării traseului

- Nivelul necesare pentru echipare:

- uzual: poteci amenajate și drumuri forestiere fără porțiuni accidentate
- echipament de drumeție de complexitate medie: poteci cu porțiuni accidentate, grohotișuri, pante alunecoase cu grad de înclinare mediu
- echipament de drumeție special și complex: poteci accidentate, puțin conturate si/sau porțiuni fără potecă, pante abrupte care necesită uneori ajutorul mâinilor pentru ascensiune

## Legături externe

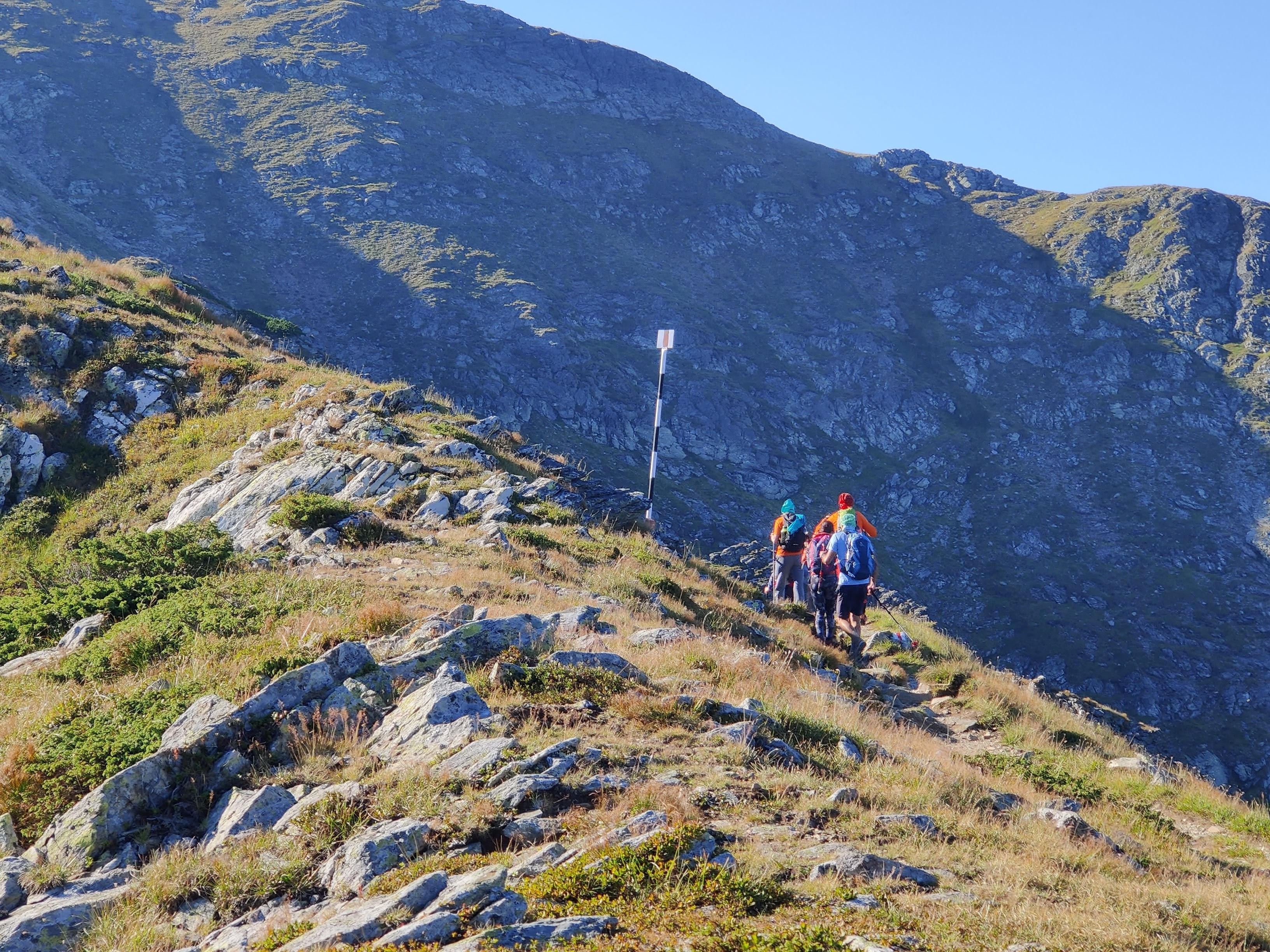
Porțiune de traseu turistic montan în Munții Parâng
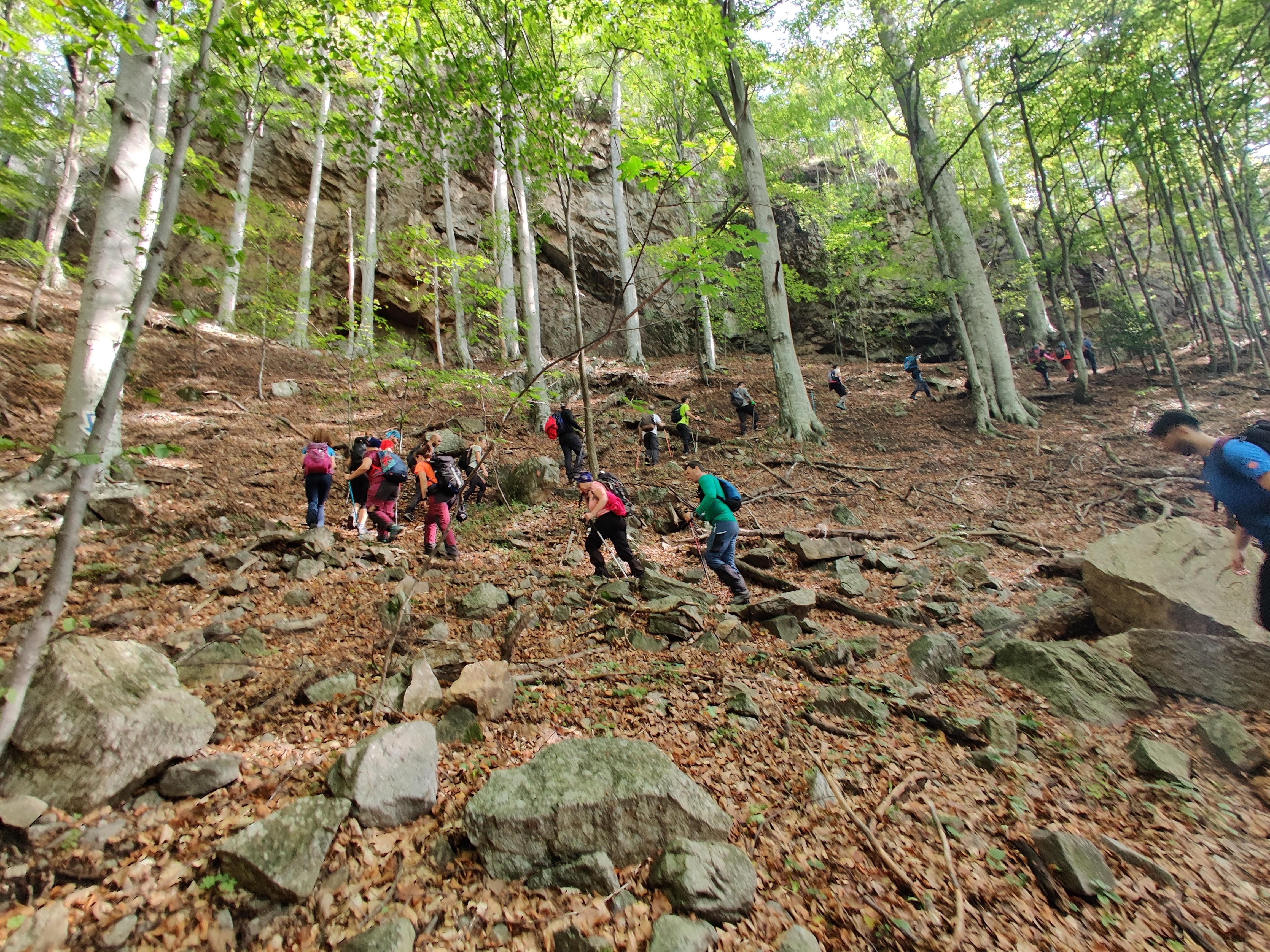
Porțiune de traseu turistic montan în Munții Cozia
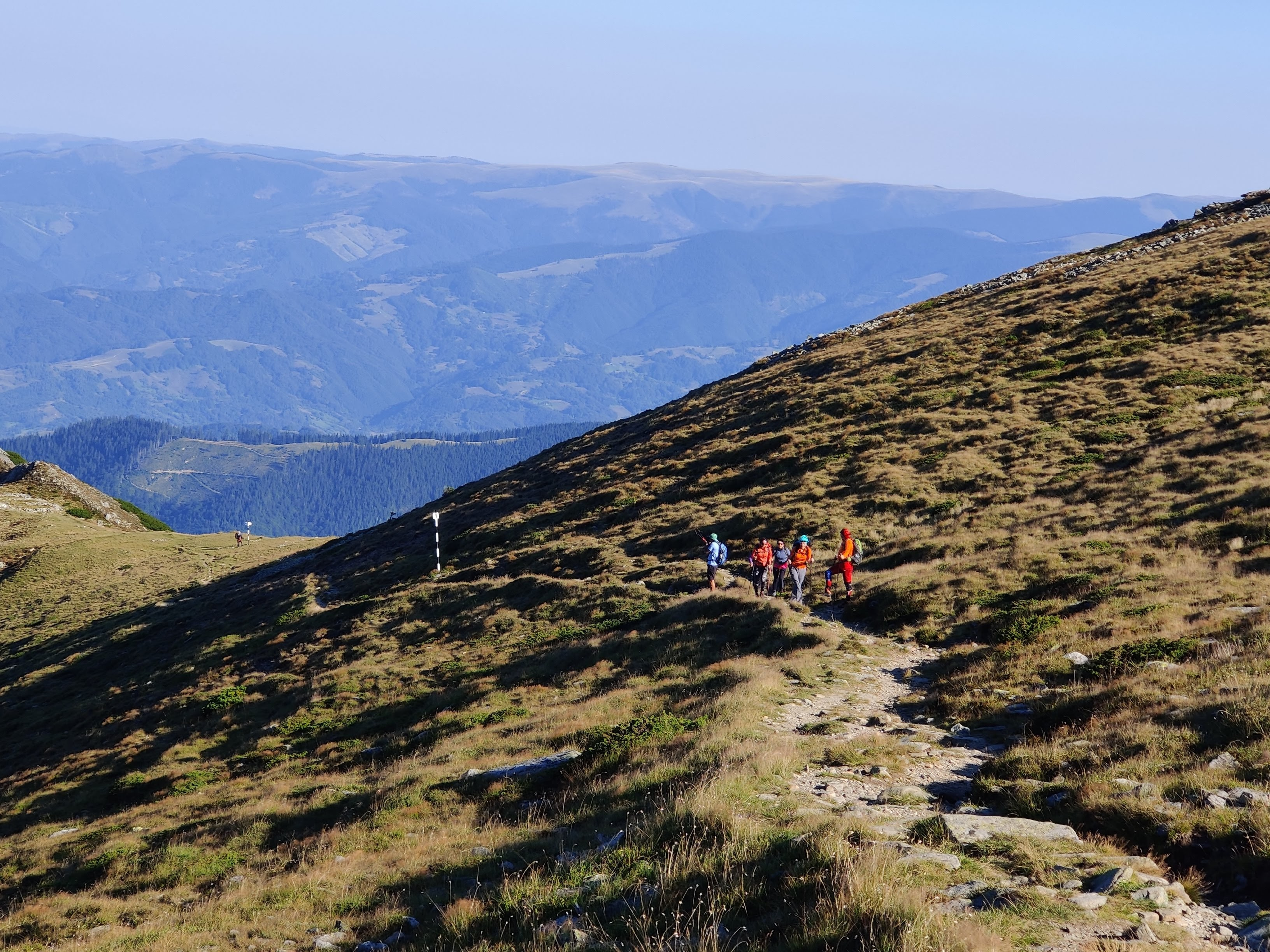
Porțiune de traseu turistic montan în Munții Bucegi
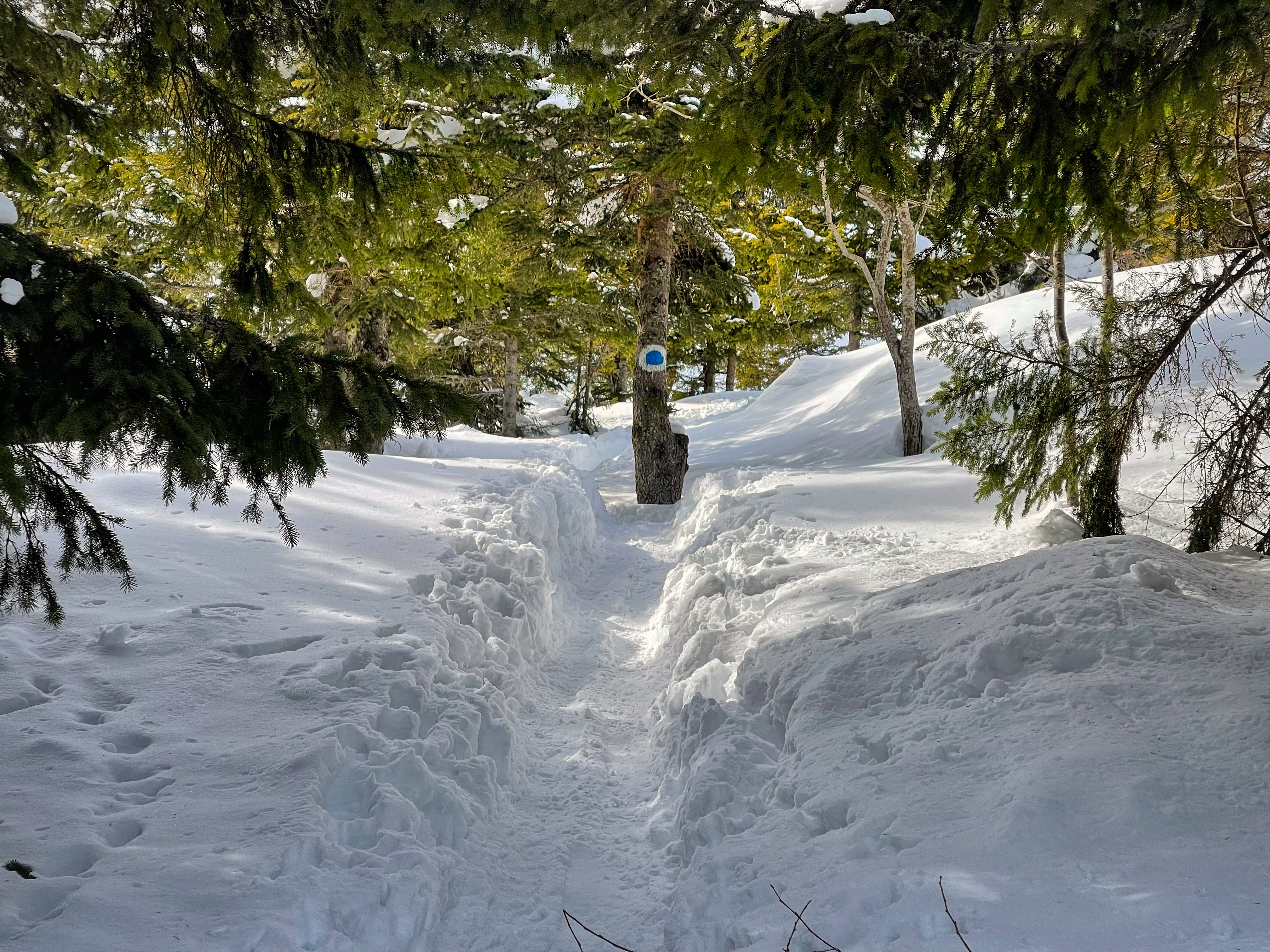
Traseu montan iarna